# Dankivka, Prîlukî
Dankivka (în ucraineană Даньківка) este localitatea de reședință a comunei Dankivka din raionul Prîlukî, regiunea Cernihiv, Ucraina.

## Demografie
Componența lingvistică a localității Dankivka
     Ucraineană (98,88%)
     Alte limbi (1,12%)
Conform recensământului din 2001, majoritatea populației localității Dankivka era vorbitoare de ucraineană (98,88%), existând în minoritate și vorbitori de alte limbi.